# Femminile Inter Milano 2012-2013
Questa voce raccoglie le informazioni riguardanti la Associazione Sportiva Dilettantistica Femminile Inter Milano nelle competizioni ufficiali della stagione 2012-2013.

## Organigramma societario
- Presidente: Elena Tagliabue
- Vicepresidente: Pierantonio Naplone
- Allenatore: Carmelo Malgeri
- Secondo allenatore: Gianni d'Ingeo
- Dirigente accompagnatore: Giorgio Graziano
- Preparatore atletico: Massimiliano Doria
- Fisioterapista: Filippo Saluzzo
- Dirigenti spogliatoio: Francesca Conti e Daniela Mapelli
- Segretario: Matteo Vestito
- Segretaria settore giovanile: Francesca Barbuiani
- Direttore sportivo: Assunta Tassone
- Direttore sportivo settore giovanile: Giuseppe Bonalumi
- Responsabile settore giovanile: Andrea Doria

## Rosa
Rosa e numerazione aggiornate al 10 maggio 2013.
| N. |                   | Ruolo | Calciatrice            |
| -- | ----------------- | ----- | ---------------------- |
| 12 | Italia (bandiera) | P     | Vanessa Rottoli        |
| 1  | Italia (bandiera) | P     | Cristina Selmi         |
| 2  | Italia (bandiera) | D     | Silvia D'Argenio       |
|    | Italia (bandiera) | D     | Chiara Dedè            |
|    | Italia (bandiera) | D     | Benedetta Meroni       |
| 3  | Italia (bandiera) | D     | Giulia Pagano          |
| 6  | Italia (bandiera) | D     | Stefania Panzini       |
| 5  | Italia (bandiera) | D     | Francesca Vitale       |
| 8  | Italia (bandiera) | C     | Roberta Antignozzi     |
|    | Italia (bandiera) | C     | Giulia Aschedamini     |
|    | Italia (bandiera) | C     | Annalisa Calvo         |
|    | Italia (bandiera) | C     | Francesca Chiara Cuneo |

| N. |                   | Ruolo | Calciatrice          |
| -- | ----------------- | ----- | -------------------- |
|    | Italia (bandiera) | C     | Aurora Galli         |
| 10 | Italia (bandiera) | C     | Federica Laddaga     |
| 11 | Italia (bandiera) | C     | Federica Moroni      |
| 13 | Italia (bandiera) | C     | Federica Ubbiali     |
| 14 | Italia (bandiera) | C     | Elena Vestito        |
| 17 | Italia (bandiera) | C     | Ilaria Nati          |
| 18 | Italia (bandiera) | D     | Martina Tugnoli      |
| 9  | Italia (bandiera) | A     | Regina Baresi        |
| 7  | Italia (bandiera) | A     | Valentina Bianchessi |
| 16 | Italia (bandiera) | A     | Giorgia Bracelli     |
| 15 | Italia (bandiera) | A     | Giulia Colombo       |
| 4  | Italia (bandiera) | A     | Valentina Velati     |

## Risultati

### Coppa Italia

#### Primo turno

##### Triangolari - Girone 1
| 30 agosto 2012 | Bocconi | 1 – 3 | Inter Milano |  |

| Settimo Milanese 5 settembre 2012, ore 20:45 | Inter Milano | 5 – 0 | Fiammamonza | Campo sp. comunale Battista Re, campo 2 |

#### Secondo turno
| Milano 9 settembre 2012, ore 11:00 | Inter Milano | 10 – 0 | Spezia | Campo comunale Quinto Romano |

#### Ottavi di finale
| Arenzano 22 dicembre 2012, ore 17:30 UTC+1 | Real Arenzano | 1 – 4 | Inter Milano | Stadio comunale |

#### Quarti di finale
| Arbitro: | Pietro Esposito (Aprilia) |

|                                 |           |  |
| Manieri 15’ (rig.) Stracchi 77’ | Marcatori |  |

## Statistiche

### Statistiche di squadra
| Competizione | Punti | In casa | In casa | In casa | In casa | In casa | In casa | In trasferta | In trasferta | In trasferta | In trasferta | In trasferta | In trasferta | Totale | Totale | Totale | Totale | Totale | Totale | DR  |
| Competizione | Punti | G       | V       | N       | P       | Gf      | Gs      | G            | V            | N            | P            | Gf           | Gs           | G      | V      | N      | P      | Gf     | Gs     | DR  |
| ------------ | ----- | ------- | ------- | ------- | ------- | ------- | ------- | ------------ | ------------ | ------------ | ------------ | ------------ | ------------ | ------ | ------ | ------ | ------ | ------ | ------ | --- |
| Campionato   | 56    | 11      | 9       | 1       | 1       | 36      | 10      | 11           | 9            | 1            | 1            | 32           | 10           | 22     | 18     | 2      | 2      | 68     | 20     | +48 |
| Coppa Italia | 0     | 0       | 0       | 0       | 0       | 0       | 0       | 0            | 0            | 0            | 0            | 0            | 0            | 0      | 0      | 0      | 0      | 0      | 0      | 0   |
| Totale       | .     | .       | .       | .       | .       | .       | .       | .            | .            | .            | .            | .            | .            | .      | .      | .      | .      | .      | .      | -   |

### Statistiche delle giocatrici
Presenze e reti fatte e subite.
| Giocatore     | Serie A2 | Serie A2 | Serie A2    | Serie A2   | Coppa Italia | Coppa Italia | Coppa Italia | Coppa Italia | Totale   | Totale | Totale      | Totale     |
| Giocatore     | Presenze | Reti     | Ammonizioni | Espulsioni | Presenze     | Reti         | Ammonizioni  | Espulsioni   | Presenze | Reti   | Ammonizioni | Espulsioni |
| ------------- | -------- | -------- | ----------- | ---------- | ------------ | ------------ | ------------ | ------------ | -------- | ------ | ----------- | ---------- |
| B. Abati      | 3        | 0        | 0           | 0          | ?            | ?            | ?            | ?            | 3+       | 0+     | 0+          | 0+         |
| R. Antignozzi | 11       | 0        | 1           | 0          | ?            | ?            | ?            | ?            | 11+      | 0+     | 1+          | 0+         |
| R. Baresi     | 20       | 12       | 0           | 0          | ?            | ?            | ?            | ?            | 20+      | 12+    | 0+          | 0+         |
| V. Bianchessi | 20       | 16       | 0           | 0          | ?            | ?            | ?            | ?            | 20+      | 16+    | 0+          | 0+         |
| G. Bracelli   | 3        | 2        | 0           | 0          | ?            | ?            | ?            | ?            | 3+       | 2+     | 0+          | 0+         |
| A.L. Calvo    | 9        | 1        | 0           | 0          | ?            | ?            | ?            | ?            | 9+       | 1+     | 0+          | 0+         |
| C. Capolunghi | 1        | 0        | 0           | 0          | ?            | ?            | ?            | ?            | 1+       | 0+     | 0+          | 0+         |
| F. Clerici    | 5        | 1        | 0           | 0          | ?            | ?            | ?            | ?            | 5+       | 1+     | 0+          | 0+         |
| G.R. Colombo  | 6        | 1        | 0           | 0          | ?            | ?            | ?            | ?            | 6+       | 1+     | 0+          | 0+         |
| F.C. Cuneo    | 1        | 0        | 0           | 0          | ?            | ?            | ?            | ?            | 1+       | 0+     | 0+          | 0+         |
| S. D'Argenio  | 20       | 1        | 4           | 0          | ?            | ?            | ?            | ?            | 20+      | 1+     | 4+          | 0+         |
| C. Dedè       | 10       | 2        | 3           | 0          | ?            | ?            | ?            | ?            | 10+      | 2+     | 3+          | 0+         |
| Z. Ferrario   | 2        | 1        | 0           | 0          | ?            | ?            | ?            | ?            | 2+       | 1+     | 0+          | 0+         |
| A. Galli      | 19       | 1        | 1           | 0          | ?            | ?            | ?            | ?            | 19+      | 1+     | 1+          | 0+         |
| F. Laddaga    | 19       | 14       | 1           | 0          | ?            | ?            | ?            | ?            | 19+      | 14+    | 1+          | 0+         |
| B. Meroni     | 9        | 0        | 1           | 1          | ?            | ?            | ?            | ?            | 9+       | 0+     | 1+          | 1+         |
| M.M. Morelli  | 4        | 0        | 1           | 0          | ?            | ?            | ?            | ?            | 4+       | 0+     | 1+          | 0+         |
| F. Moroni     | 20       | 3        | 1           | 0          | ?            | ?            | ?            | ?            | 20+      | 3+     | 1+          | 0+         |
| G. Pagano     | 22       | 1        | 3           | 0          | ?            | ?            | ?            | ?            | 22+      | 1+     | 3+          | 0+         |
| S. Panzini    | 13       | 0        | 0           | 0          | ?            | ?            | ?            | ?            | 13+      | 0+     | 0+          | 0+         |
| V. Rottoli    | 1        | -1       | 0           | 0          | ?            | ?            | ?            | ?            | 1+       | -1+    | 0+          | 0+         |
| C. Selmi      | 21       | -19      | 0           | 0          | ?            | ?            | ?            | ?            | 21+      | -19+   | 0+          | 0+         |
| F. Ubbiali    | 17       | 0        | 3           | 0          | ?            | ?            | ?            | ?            | 17+      | 0+     | 3+          | 0+         |
| V. Velati     | 18       | 9        | 0           | 0          | ?            | ?            | ?            | ?            | 18+      | 9+     | 0+          | 0+         |
| E. Vestito    | 11       | 1        | 0           | 0          | ?            | ?            | ?            | ?            | 11+      | 1+     | 0+          | 0+         |
| F. Vitale     | 21       | 2        | 3           | 0          | ?            | ?            | ?            | ?            | 21+      | 2+     | 3+          | 0+         |
| M. Zamboni    | 0        | 0        | 0           | 0          | ?            | ?            | ?            | ?            | 0+       | 0+     | 0+          | 0+         |